# 8月4日体育场
8月4日体育场是一座位于布基纳法索首都瓦加杜古的多功能体育场，由中国政府援建，于1984年7月18日正式投入使用。

## 概况
8月4日体育场位于布基纳法索首都瓦加杜古市，由中华人民共和国政府援建，造价约40亿非洲金融共同体法郎。体育场于1981年开始动工建造，1984年7月18日正式交付使用。球场以布基纳法索时任总统托马斯·桑卡拉命名，以纪念其领导的1983年第一次布基纳法索革命。
体育场共设有35,000个坐席，并拥有8条跑道，以及体育馆和办公设施。球场尺寸为105米×68米，并覆盖有天然草坪。为了迎接1998年非洲國家盃，体育场在1996年进行了翻新，这次翻新耗费了大约8亿非洲金融共同体法郎。之后，体育场在2010年承办了非洲女子七人制橄榄球锦标赛。目前为止，8月4日体育场仍是布基纳法索境内唯一一座满足国际足联标准的球场。
8月4日体育场除承办体育相关的赛事活动之外，还举办了各项体育之外领域的活动，如音乐会、宗教和文化活动、同时还会出租场地内的会议室等设施。
在2020年2月，布基纳法索体育休闲部门宣布，将投入超过100亿法郎用于8月4日体育场的修缮工作。修缮工作将重点修复球场座椅、提升入口的现代化设施、改造更衣室等，以使其可以满足2022年世界杯非洲区预选赛的场地要求。
8月4日体育场当前是布基纳法索国家足球队和布基纳法索足球甲级联赛球队瓦加杜古流星足球俱乐部的主场。